# Dwars door Vlaanderen 1973
Dwars door Vlaanderen 1973 (deutsch: Quer durch Flandern 1973) war ein belgisches Straßenradrennen in der Region Flandern. Das Eintagesrennen fand am 25. März 1974 statt. Sieger wurde Roger Loysch.

## Rennverlauf
Dwars door Vlaanderen 1973 war Bestandteil des Rennkalenders der Union Cycliste Internationale (UCI). Start und Ziel war Waregem. Das Rennen war für Berufsfahrer offen. Die Renndistanz betrug 199 Kilometer. Es war die 28. Austragung des Rennens Dwars door Vlaanderen. Eine Gruppe von vier Belgiern machte nach einem erfolgreichen Ausreißversuch im Finale den Sieg unter sich aus. Nicht der spurtgewaltige Freddy Maertens, sondern der bis dahin relativ unbekannte Roger Loysch gewann den Zielsprint.

## Rennergebnis
|        | Fahrer              | Team                       | Zeit           |
| ------ | ------------------- | -------------------------- | -------------- |
| Sieger | Roger Loysch        | Watney-Maes Pils           | 5:06:00 h      |
| 2.     | Jozef Abelshausen   | IJsboerke–Bertin           | gl. Zeit       |
| 3.     | Freddy Maertens     | Flandria–Carpenter–Shimano | gl. Zeit       |
| 4.     | Ronny Vanmarcke     | Flandria–Carpenter–Shimano | gl. Zeit       |
| 5.     | Ronny Van De Vijver | IJsboerke–Bertin           | + 1:05 Minuten |
| 6.     | Eric Leman          | Peugeot–BP–Michelin        | + 1:10 Minuten |
| 7.     | Walter Planckaert   | Watney–Maes Pils           | gl. Zeit       |
| 8.     | Dirk Baert          | Novy–Romy Pils–Total       | gl. Zeit       |
| 9.     | Frans Verhaegen     | IJsboerke–Bertin           | gl. Zeit       |
| 10.    | Hervé Vermeeren     | Hertekamp                  | gl. Zeit       |